# YOKOHAMAゴスペルフェスティバル
YOKOHAMAゴスペルフェスティバルは、ホール型の市民参加ゴスペルイベントとしては、日本最大のゴスペルフェスティバル。2008年より開催されている。
正式名称は「YOKOHAMA ゴスペル フェスティバル 横濱ゴスペル祭」。

## 概要
横浜、神奈川をはじめ、周辺地域、全国からゴスペル音楽グループが参加する。
「ゴスペル音楽を純粋に楽しむ」という理念のもと、プロ・アマチュア、教会・自主サークル・カルチャースクールなどの垣根をこえて、毎年数十組のゴスペル音楽グループが参加する市民参加型イベント。
初心者・キッズ向けのゴスペルワークショップには、毎年100人を超える応募がある。
キッズゴスペル、ハイクオリティなゴスペルグループ、大人数のグループなど多彩なゴスペル音楽グループが参加する。
2012年からは全国ゴスペルコンテスト「ゴスペル甲子園」の決勝戦を開催。
2011年には参加者1,000人を超え、2018年には参加者1,600人を超え、市民参加型ゴスペルイベントとして参加者数日本最大のゴスペルイベントとなった。
さらにコロナの期間もオンラインや人数制限など変えてイベントを継続し続けたことにより、日本で途切れることなく最も長く継続しているゴスペルイベントとなっている。
※観客数日本最大のゴスペルイベントは「恵比寿ゴスペル祭」（2日間で10万人）。
武蔵野・千葉・目黒・恵比寿・埼玉・神戸・長野・高崎など各地で開催されている「ゴスペル祭」は、「YOKOHAMAゴスペルフェスティバル 横濱ゴスペル祭」がサポートを行いHAPPY MUS!C実行委員会主催で展開されている。

■会場
2008年：横浜開港記念会館
2009年：横浜 関内大ホール
2010年：横浜 関内大ホール
2011年：神奈川県民ホール＆開港記念会館
2012年：神奈川県民ホール＆ヨコハマ創造都市センター＆赤い靴劇場
2013年：神奈川県民ホール（大）（小）＆ヨコハマ創造都市センター
2014年：KAAT神奈川芸術劇場（ホール＆大スタジオ）
2015年：神奈川県民ホール（大）（小）
2016年：神奈川県民ホール（大）（小）
2017年：横浜大さん橋ホール＆ヨコハマ創造都市センター
2018年：神奈川県民ホール（大）（小）
2019年：神奈川県民ホール（大）（小）
2020年：オンライン開催
2021年：神奈川県民ホール（大）ゴスペルアーティストステージ+ゴスペル歌唱動画フィルムコンサート（小）ゴスペルドキュメンタリー映画『歌と羊と羊飼い』（四海兄弟監督）プレミア上映
2022年：神奈川県民ホール（大）（小）
2023年：神奈川県民ホール（大）（小）
2024年：神奈川県民ホール（大）（小）

## 目的
音楽イベントを通じて、地域交流・地域振興を行っている。
初心者向けのワークショップ、キッズ向けワークショップなどを開催している。

## 運営
主催：YOKOHAMAゴスペルフェスティバル実行委員会
共催：HAPPY MUS!C実行委員会
「こどもたちに残そう、守ろう、伝えよう」との理念のもと、こどもたちへのさまざまなプロジェクトを展開するFOR THE KIDS!をはじめ、プランナー、横浜関連企業代表などのメンバーが実行委員会をつとめる。
後援：神奈川県 / 横浜市文化観光局 / 公益財団法人 横浜市芸術文化振興財団 / TVK

## 宗教的要素
ゴスペルの成り立ちとして、キリスト教会との密接な関わりは重要なものである。
このイベントは、宗教色の垣根を取り払い、クリスチャン・ノンクリスチャン問わず、多くの方々が参加し、楽しむことでも知られる。